# Underworld (filmserie)
 For alternative betydninger, se Underworld. (Se også artikler, som begynder med Underworld)
Underworld er en serie af action horror film instrueret af Len Wiseman, Patrick Tatopoulos, Måns Mårlind og Björn Stein. Den første film, Underworld, blev udgivet i 2003. Den fortæller historien om Selene (Kate Beckinsale), en vampyr, som er en "Death Dealer", der dræber Lycans (Varulve), som angiveligt dræbte hendes familie. Den anden film, Underworld: Evolution, blev udgivet i 2006.

## Film

### Underworld(2003)
Underworld fortæller historien om Selene (Kate Beckinsale), en vampyr "Death Dealer" som jager Lycans der angiveligt dræbte hendes familie. Hun opdager, at Lycans forfølger et menneske, Michael Corvin, for at eksperimenter med hans blod; Selene fanger selv Michael for at finde ud af, hvad Lycans er ude på. Undervejs opdager Selene ikke kun et plot der vil ødelægge "Vampire Elders", men også en chokerende afsløring om hendes faderfigur "Vampire Elder", Viktor.
Vampyrerne, varulve og Lycans er ikke overnaturlige væsener, men derimod et produkt af en virus.

### Underworld: Evolution(2006)
I Underworld: Evolution, tager Selene Michael til et "safehouse" og har planer om at vende tilbage til Viktor hus for at vække Marcus, den sidste "Vampire Elder".

### Underworld: Rise of the Lycans(2009)
Underworld: Rise of the Lycans er en amerikansk film instrueret af Patrick Tatopoulos. Det er den tredje film (kronologisk den første) i Underworld-serien

### Underworld: Awakening(2012)
Den fjerde film, Underworld: Awakening, skudt i 3-D, blev instrueret af Måns Mårlind og Björn Stein og udgivet den 20. januar 2012.

### Underworld: Blood Wars(2016)
Den 27. august 2014 annoncerede Lakeshore Entertainment planer om at puste liv i franchisen. Cory Goodman blev hyret til at skrive manuskriptet til den første film. Tom Rosenberg og Gary Lucchesi til at være producenter Senere blev det bekræftet at der ikke ville blive en genindspillig, men en anden film i serien En femte film, med titlen Underworld: Blood Wars, er i produktion, og bliver udgivet i USA i 6 Januar 2016 med Theo James i rollen som David fra den fjerde film.

### Sjette film
Wiseman afslørede, at en sjette film også er under udvikling med hans kone Beckinsale i hendes rolle som Selene.

## Eksterne Henvisninger
- Artiklen har ingen egenskaber for filmdatabaser i Wikidata
- Underworld i Filmdatabasen
- Underworld: Evolution i Filmdatabasen
- Underworld: Rise of the Lycans i Filmdatabasen
- Underworld: Awakening i Filmdatabasen
- Underworld på Internet Movie Database (engelsk)
- Underworld: Evolution på Internet Movie Database (engelsk)
- Underworld: Rise of the Lycans på Internet Movie Database (engelsk)
- Underworld: Awakening på Internet Movie Database (engelsk)
- Underworld: Next Generation på Internet Movie Database (engelsk)

| Gyserfilm | Spire Denne gyserfilm-artikel er en spire som bør udbygges. Du er velkommen til at hjælpe Wikipedia ved at udvide den. |